# Schwarzer Nachtschatten
Der Schwarze Nachtschatten oder Schwarz-Nachtschatten (Solanum nigrum) ist eine Pflanzenart aus der Gattung der Nachtschatten (Solanum), die fast weltweit verbreitet und häufig als Ruderalpflanze zu finden ist.

## Beschreibung

### Vegetative Merkmale
Der Schwarze Nachtschatten ist eine einjährige, krautige Pflanze, die meist bis zu 70 cm hoch werden kann und niederliegend bis aufrecht wächst. Die Oberfläche aller Pflanzenteile kann schwach bis filzig behaart sein, die Trichome sind einfache, mehrzellige Haare mit drüsigen oder nichtdrüsigen Köpfen. Die Stängel verholzen auch an der Basis nicht, sind nicht oder nur wenig kantig, oftmals schwärzlich überlaufen.

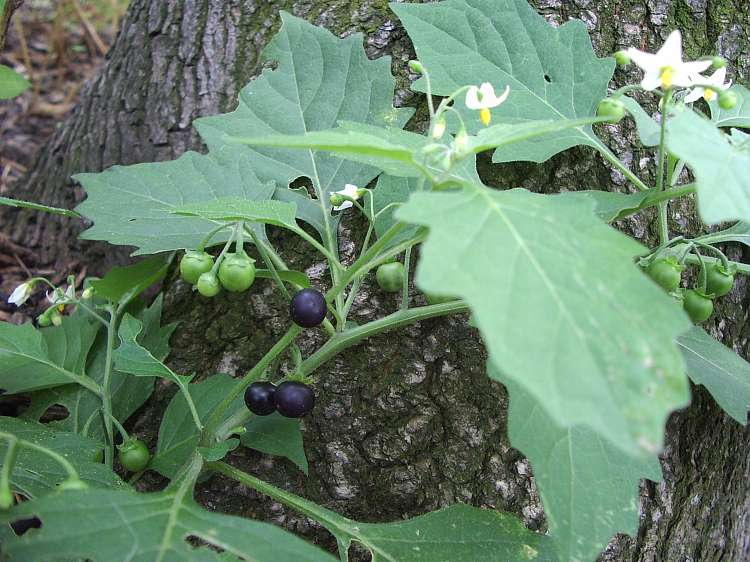
Blätter, Blüten und Früchte des Solanum nigrum

Die auffallend dunkelgrün gefärbten Laubblätter sind zwischen 2,5 und 7,0 cm lang und zwischen 2,0 und 4,5 cm – selten auch bis 6,0 cm – breit. Sie sind eiförmig, eiförmig-lanzettlich, eiförmig-rhombisch oder lanzettlich geformt, der Blattrand ist ganzrandig bis geschwungen gezähnt. Sie stehen an 2 bis 5 cm langen, drehrunden Blattstielen.
Die Wurzeln besitzen oligarche Leitbündel mit kleinlumigen Gefäßen. Die Endodermis ist nicht klar ausdifferenziert.

### Blütenstände und Blüten

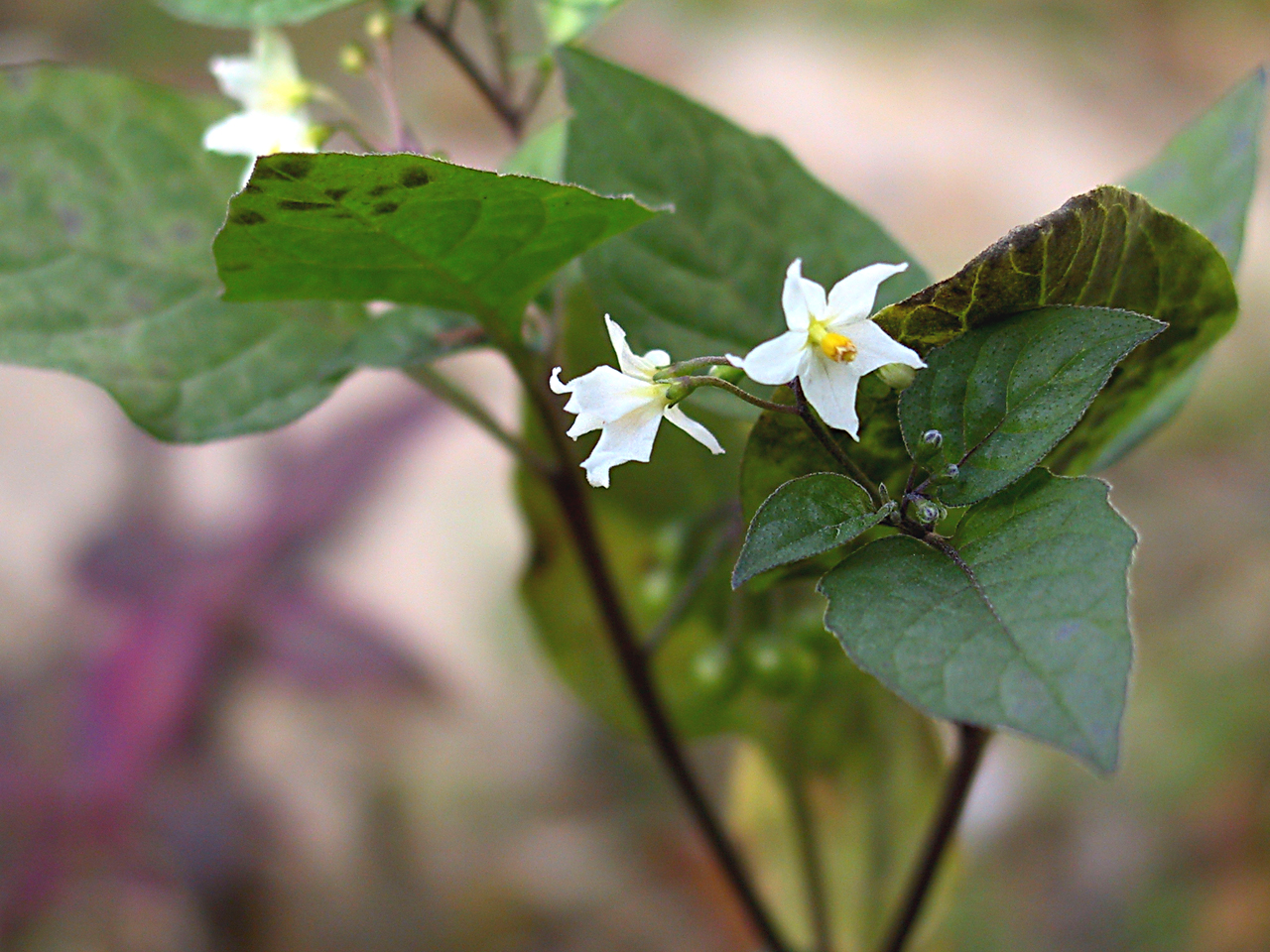
Blütenstand mit mehreren Blüten

Die Blütezeit des Schwarzen Nachtschattens reicht von Mai bis November. Die Blütenstände sitzen in den Achseln der mittleren bis oberen Blätter. Sie sind einfache, lockere, oftmals verlängerte Trugdolden aus meist fünf bis zehn, seltener auch nur drei Blüten. Die Blütenstandstiele haben eine Länge von 14 bis 28 mm, selten haben sie auch nur eine Länge von 8 mm. Die Blütenstiele sind deutlich kürzer und biegen sich während der Ausbildung der Früchte zurück. Der glockenförmige Blütenkelch ist 1,2 bis 2,5 mm lang und besteht aus meist eiförmigen Kelchblättern. Während der Fruchtreife vergrößert er sich leicht, biegt sich dabei zurück oder liegt an der Frucht an. Die sternförmige Blütenkrone besteht aus fünf weißen Kronblättern, die an der Basis bis zur Hälfte ihrer Länge miteinander verwachsen sind und zum Blütenzentrum durchscheinend werden. Die Krone hat einen Durchmesser von 5 bis 7 mm, wobei Extremwerte zwischen 4 und 9 mm liegen können. Sie besitzt die 1,5- bis 3-fache Länge des Blütenkelches. Die fünf an der Kronenbasis fixierten Staubblätter sind gelb, 1,5 bis 2,5 mm, selten auch bis 2,8 mm lang. Die zusammenneigend angeordneten Staubbeutel sind dicht behaart und öffnen sich löcherig, begleitet von einem Spalt entlang der Längsachse. Die Pollenkörner haben eine Größe von etwa 29,5 bis 33,9 µm Durchmesser. Der Griffel ist etwa 2,8 bis 3,5 mm oder selten auch bis zu 4,5 mm lang und steht nicht über die Staubblätter hinaus. Typische Befruchter des Schwarzen Nachtschattens sind Schwebfliegen (Syrphidae), Bienen (Apis) und Hummeln (Bombus).

### Früchte und Samen

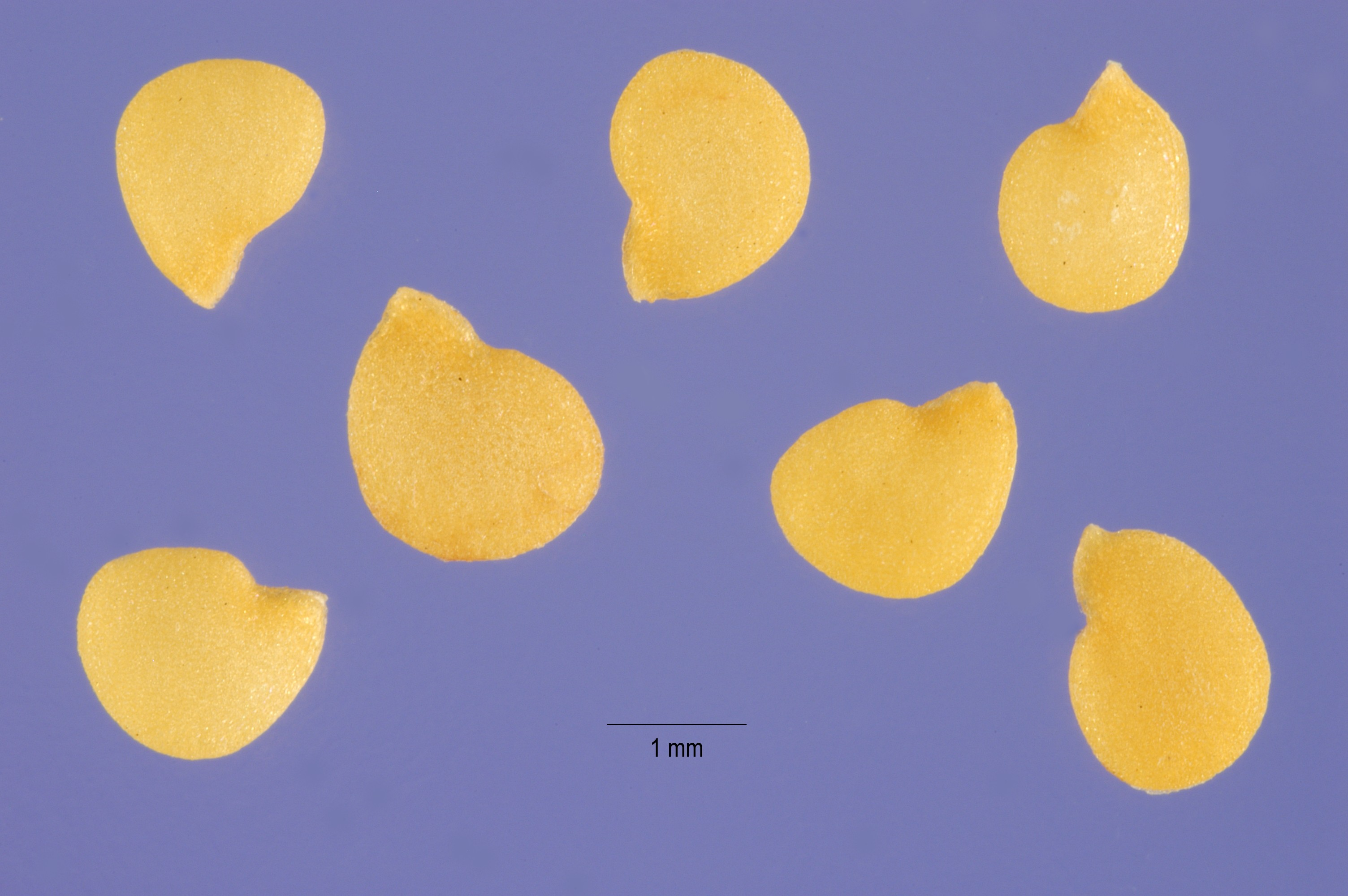
Samen des Schwarzen Nachtschattens

Die Früchte sind 6 bis 10 mm große, breit eiförmige Beeren mit zwei Kammern und einem saftigen Perikarp ohne Steinzellen, deren Farbe zwischen mattem violett, schwarz und gelblich-grün variiert. Jede Beere enthält meist zwischen 26 und 60 Samen, Extremwerte liegen jedoch zwischen 15 und 96. Die abgeflachten Samen sind 1,7 bis 2,4 mm lang. Der Embryo ist stark schraubenförmig, die Kotyledonen sind kürzer als der restliche Embryo, das Endosperm ist reichlich ausgeprägt.
Die Chromosomenzahl beträgt 2n = 40.

## Inhaltsstoffe
Aufgrund des hohen Gehalts an Alkaloiden, vor allem in den unreifen Beeren, wird die Pflanze häufig als Giftpflanze kategorisiert, jedoch werden reife Beeren und die Blätter in einigen Teilen der Welt als Gemüse genutzt.
Alle Teile des Schwarzen Nachtschattens enthalten die den Glycoalkaloiden zugerechneten Steroidalkaloide Solanin, Solasonin, Solamargin und Chaconin. Die Konzentration dieser Stoffe schwankt sehr stark und ist wahrscheinlich abhängig vom Klima und Bodentyp, in dem die Pflanze wächst, zudem nimmt die Konzentration mit zunehmendem Alter der Pflanze ab. Dadurch lässt sich erklären, dass es zahlreiche Belege gibt, die entweder die Pflanze als Giftpflanze kategorisieren oder aber einen Einsatz als Nahrungsmittel beschreiben.

## Verbreitung und Standorte

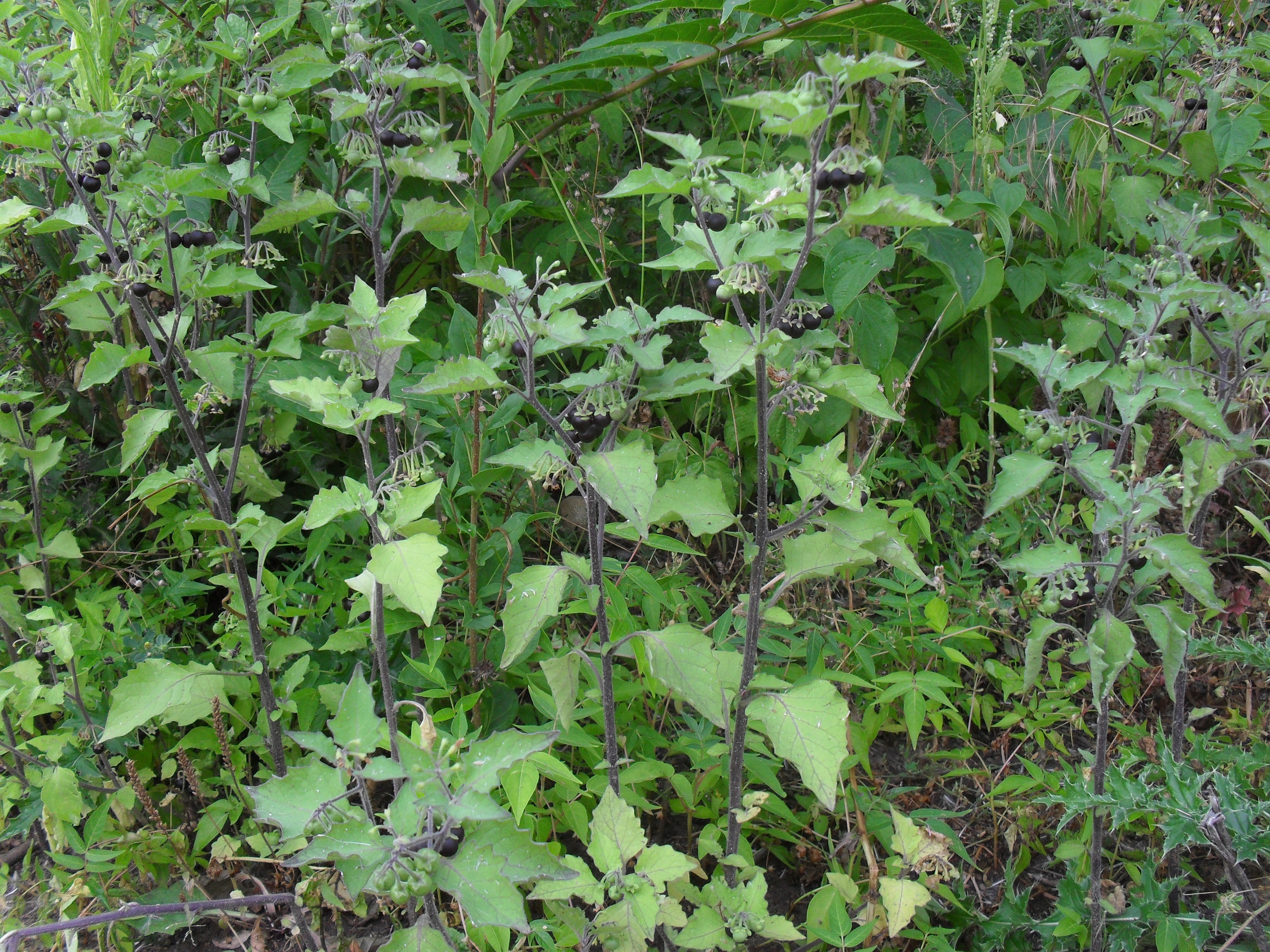
Schwarzer Nachtschatten mit Früchten in einer Ruderalvegetation

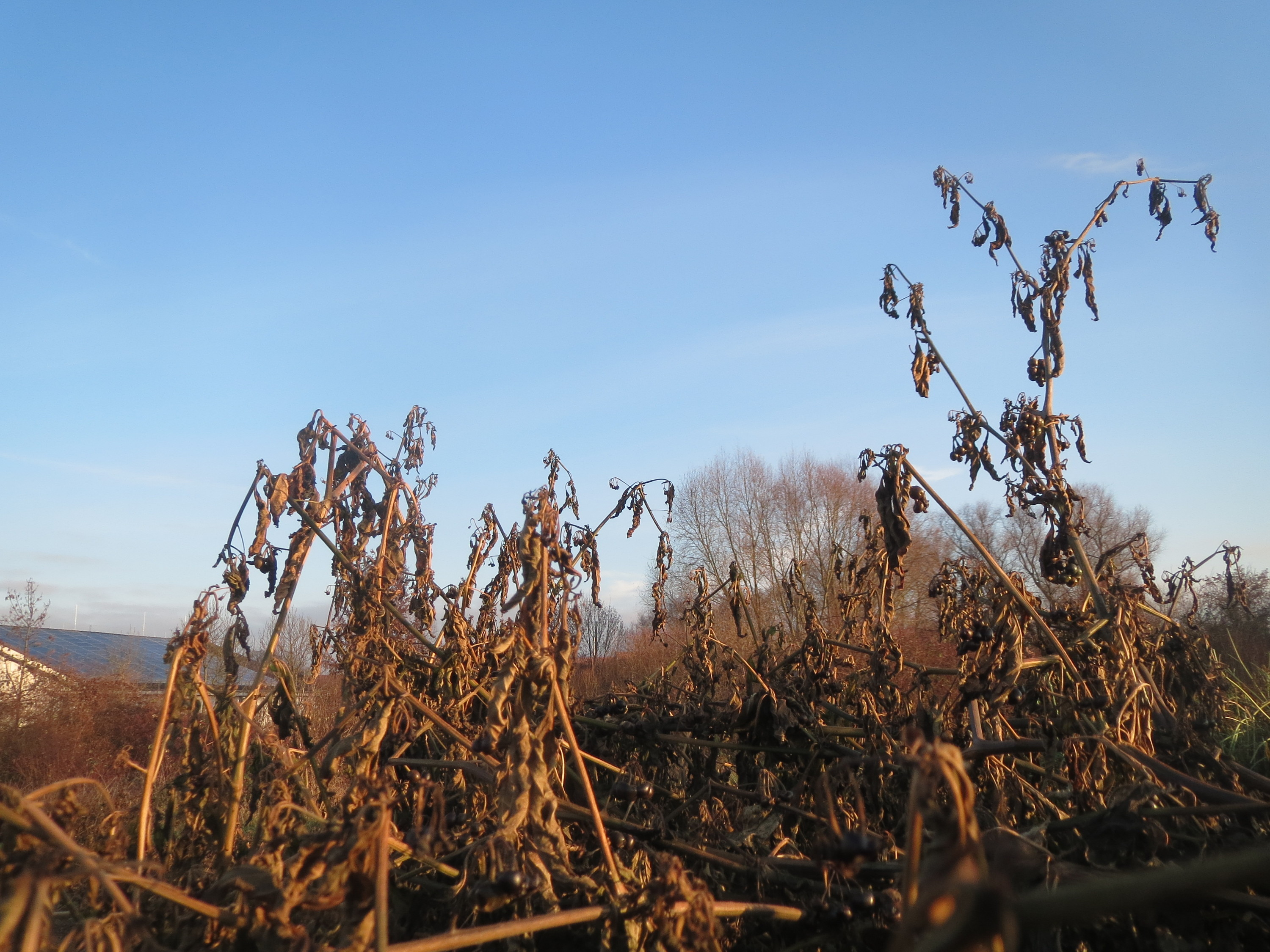
Im Dezember fällt der Nachtschatten in sich zusammen

Das Verbreitungsgebiet der Art umfasst ganz Europa, große Teile Afrikas, den mittleren Osten, Indien, China, Australien, Neuseeland und Nordamerika. Die geographischen Ursprünge der Art konnten bisher nicht genau bestimmt werden. Es wird aber vermutet, dass diese im eurasischen Raum liegen, da eine sehr gute Anpassung an die Verhältnisse im Mittelmeerraum besteht. Weitere mögliche Ursprungsgebiete sind der Mittlere Osten, Indien oder auch Afrika. In Nordamerika, Australien und Neuseeland zählt der Schwarze Nachtschatten zu den eingeschleppten Pflanzenarten.
Die Standorte des Schwarzen Nachtschattens liegen zwischen 0 und 3000 Metern über NN. Er steigt in Tirol bis 1200 Meter, bei Scuol in Graubünden bis 1250 Meter, im Kanton Wallis bis 1400 Meter und kam verschleppt auch bei Arosa in 1740 Meter Meereshöhe vor.
Die ökologischen Zeigerwerte nach Landolt et al. 2010 sind in der Schweiz: Feuchtezahl F = 3 (mäßig feucht), Lichtzahl L = 4 (hell), Reaktionszahl R = 4 (neutral bis basisch), Temperaturzahl T = 3+ (unter-montan bis ober-kollin), Nährstoffzahl N = 4 (nährstoffreich), Kontinentalitätszahl K = 3 (subozeanisch bis subkontinental).
Die Art ist sehr gut an unterschiedliche Umgebungsverhältnisse angepasst, kann aber längere Trockenperioden nicht überstehen. Oft sind die Pflanzen an Straßenrändern, Bahndämmen, Hecken, am Rand von landwirtschaftlichen Nutzflächen, Gewässern und Müllhalden sowie im Umfeld bebauter Flächen zu finden.
Die Pflanzen sind nicht frosttolerant, Tagestemperaturen zwischen 20 und 30 °C bieten die besten Wachstumsvoraussetzungen, das Wachstum ist bei Temperaturen unter 15 °C und über 35 °C stark eingeschränkt. Die für das Wachstum besten Lichtbedingungen bestehen bei einer Photoperiode von 16 Stunden, der Fruchtansatz wird durch Beschattung deutlich eingeschränkt, während das vegetative Wachstum der Blätter nur leicht beeinflusst wird.

## Systematik

### Botanische Geschichte

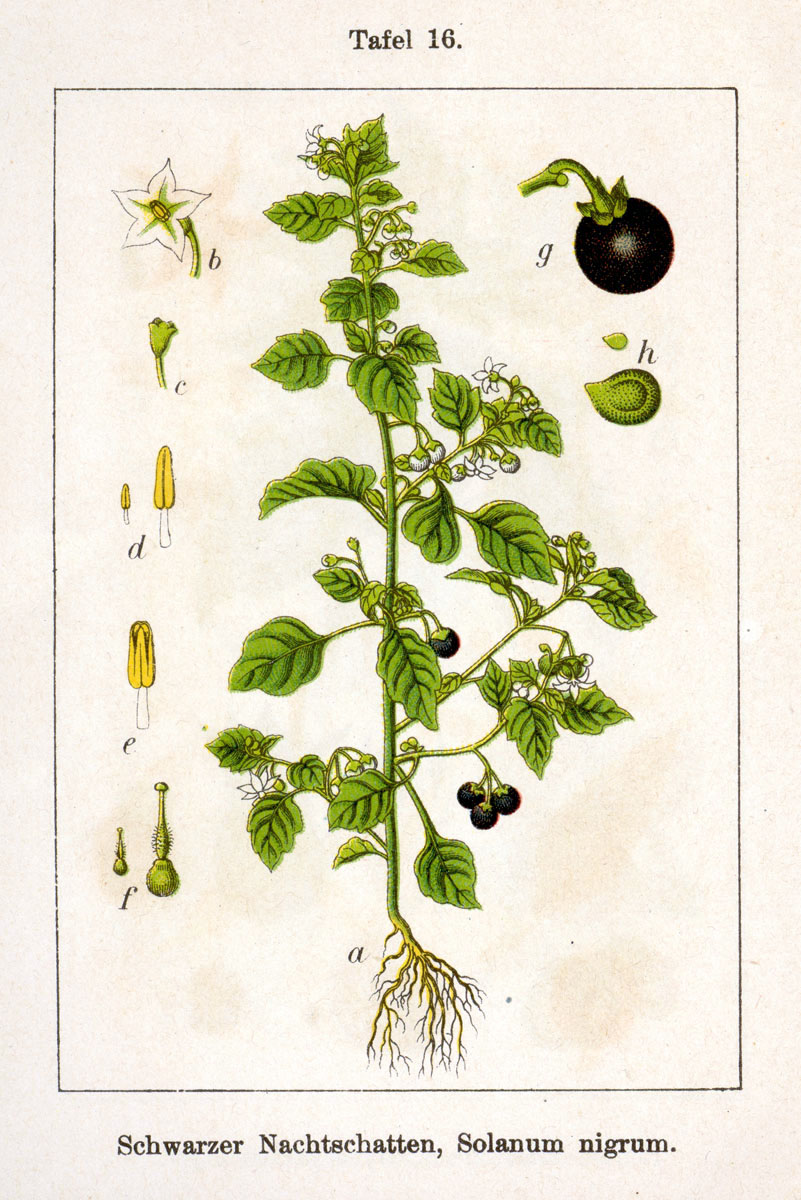
Historische Illustration aus Johann Georg Sturm: Deutschlands Flora in Abbildungen (1796)

Bereits der im ersten Jahrhundert lebende römische Gelehrte Plinius der Ältere erwähnt die Art in seinen Schriften, ebenso viele spätere Pflanzenkundler, unter ihnen auch Dioscurides.
Eine erste bekannte taxonomische Untersuchung des Schwarzen Nachtschattens und verwandter Arten, stammt von Johann Jacob Dillen, der 1732 vier verschiedene Taxa beschreibt. Die botanische Erstbeschreibung des Schwarzen Nachtschattens erfolgte 1753 durch Carl von Linné in seinem Werk „Species Plantarum“, in dem insgesamt sechs Varietäten unter dem Namen Solanum nigrum zusammengefasst wurden. 1974 wurde das von Linné in seinem Herbarium als Eintrag 248.18 bezeichnete Exemplar als Lektotypus der Art festgelegt. Damit ist diese, zur Unterart Solanum nigrum subsp. nigrum gehörende, Pflanze sowohl Lektotypus der Gattung der Nachtschatten (Solanum), der Familie der Nachtschattengewächse (Solanaceae) und der Ordnung der Nachtschattenartigen (Solanales).
Erst während der Revision der Sektion Solanum für die 1972 erschienene Flora Europaea Band 3 stellte sich heraus, dass in Europa zwei unterschiedliche Formen der Art parallel existieren. Die am weitesten verbreitete Form wurde als Unterart Solanum nigrum subsp. nigrum, die zweite, seltener anzutreffende Art als Solanum nigrum subsp. schultesii klassifiziert.

### Äußere Systematik
Innerhalb der Gattung Solanum ist die Art in die Sektion Solanum eingeordnet, die teilweise auch als Sektion Morella oder als Solanum nigrum-Komplex bezeichnet wird. Die Arten dieser Sektion bilden eine polyploide Serie, mit diploiden (2n = 2x = 24), tetraploiden (2n = 4x = 48) und hexaploiden (2n = 6x = 72) Vertretern, auch Oktoploidie ist aus zwei Berichten bekannt. Solanum nigrum ist hexaploid, während die früher oftmals ebenfalls zur Art gezählten Solanum americanum und Solanum scabrum diploid beziehungsweise hexaploid sind.
|  | Solanum villosum                                                   |
|  |                                                                    |
|  | \| \| Solanum nigrum \| \| \| \| \| \| Solanum scabrum \| \| \| \| |
|  |                                                                    |
|  | Solanum nigrum                                                     |
|  |                                                                    |
|  | Solanum scabrum                                                    |
|  |                                                                    |

|  | Solanum nigrum  |
|  |                 |
|  | Solanum scabrum |
|  |                 |

|  | Solanum villosum                                                   |
|  |                                                                    |
|  | \| \| Solanum nigrum \| \| \| \| \| \| Solanum scabrum \| \| \| \| |
|  |                                                                    |
|  | Solanum nigrum                                                     |
|  |                                                                    |
|  | Solanum scabrum                                                    |
|  |                                                                    |

|  | Solanum nigrum  |
|  |                 |
|  | Solanum scabrum |
|  |                 |

|  | Solanum villosum                                                   |
|  |                                                                    |
|  | \| \| Solanum nigrum \| \| \| \| \| \| Solanum scabrum \| \| \| \| |
|  |                                                                    |
|  | Solanum nigrum                                                     |
|  |                                                                    |
|  | Solanum scabrum                                                    |
|  |                                                                    |

|  | Solanum nigrum  |
|  |                 |
|  | Solanum scabrum |
|  |                 |

|  | Solanum villosum                                                   |
|  |                                                                    |
|  | \| \| Solanum nigrum \| \| \| \| \| \| Solanum scabrum \| \| \| \| |
|  |                                                                    |
|  | Solanum nigrum                                                     |
|  |                                                                    |
|  | Solanum scabrum                                                    |
|  |                                                                    |

|  | Solanum nigrum  |
|  |                 |
|  | Solanum scabrum |
|  |                 |

Kladogramm nach
Auf höherer Ebene wird die Sektion von der klassischen Systematik in die Untergattung Solanum eingeordnet, phylogenetische Untersuchungen platzieren die Sektion in der Morelloid-Klade.

### Innere Systematik

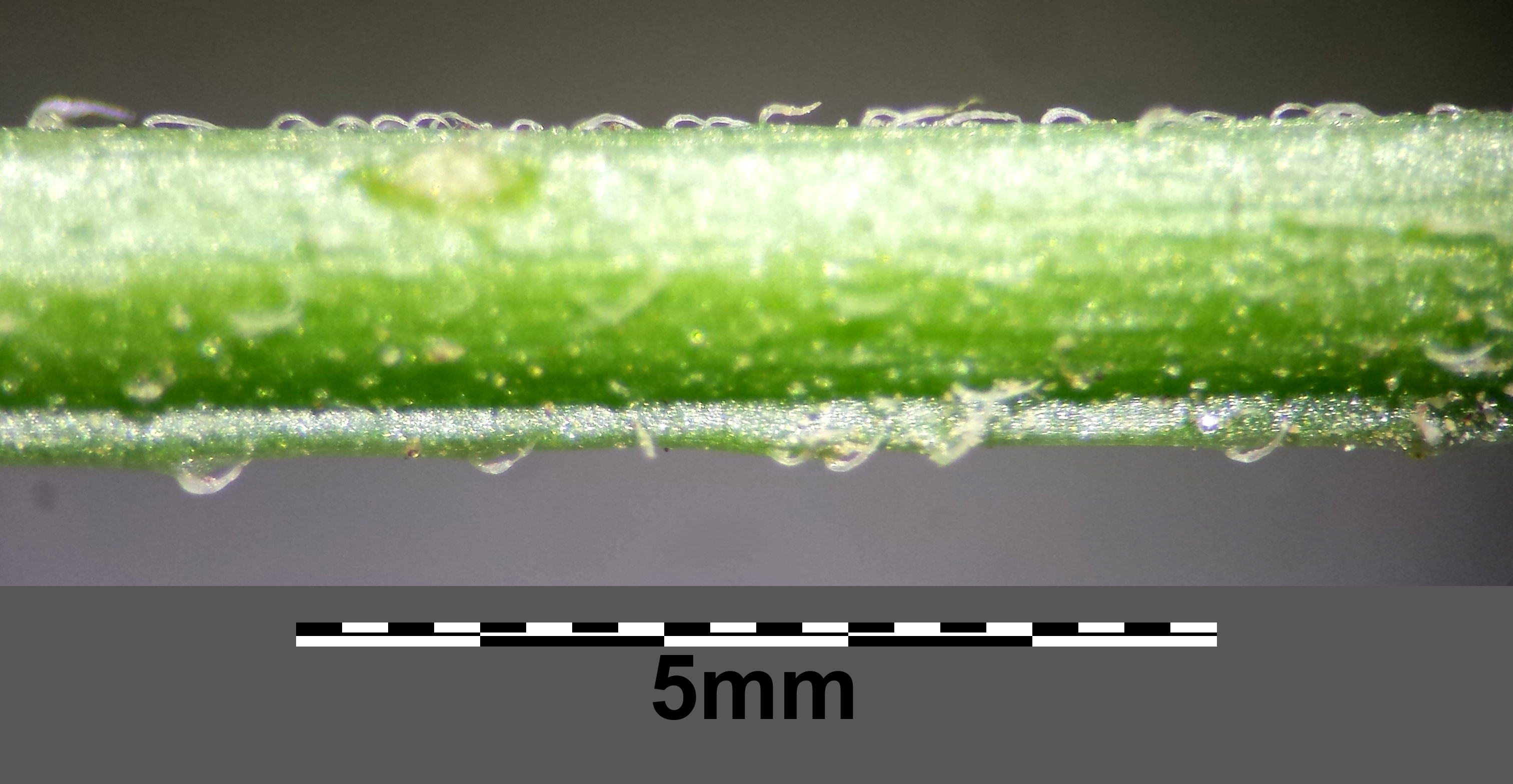
Der Stängel von Solanum nigrum subsp. nigrum ist locker angedrückt behaart.

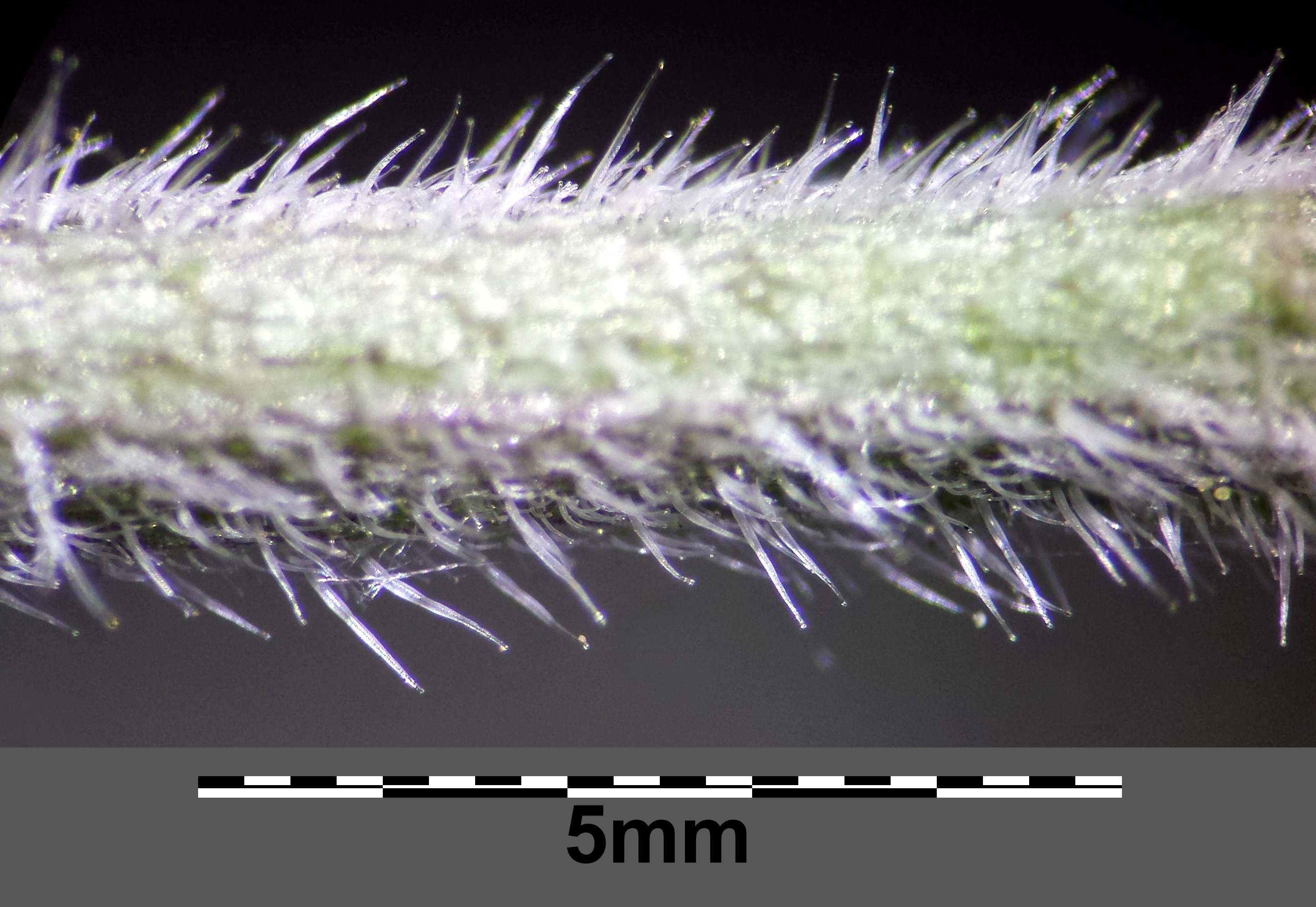
Der Stängel von Solanum nigrum subsp. schultesii ist dicht mit abstehenden (Drüsen-)Haaren besetzt.

Innerhalb der Art werden zwei Unterarten unterschieden:
- Solanum nigrum L. subsp. nigrum
- Solanum nigrum L. subsp. schultesii (Opiz) Wessely

Erstere ist im gesamten Verbreitungsgebiet der Art anzutreffen und zeichnet sich durch eine geringe Behaarung mit anliegenden, nichtdrüsigen, mehrzelligen Trichomen aus. Die zweite Unterart ist nur in den trockeneren Gebieten Mittel-, Süd- und Osteuropas, sowie auf dem australischen Kontinent südöstlich von Adelaide zu finden. Sie besitzt eine filzigere Behaarung mit aufrechten, selten anliegenden, mehrzelligen Trichomen, die drüsige Spitzen besitzen und in unterschiedlichen Längen auftreten.
Molekularbiologische Untersuchungen auf Basis von AFLP-Daten konnten die morphologisch begründete Aufteilung der Art nicht bestätigen. Da diese Untersuchungen jedoch nur mit relativ wenigen Vertretern der beiden Unterarten durchgeführt wurde, lassen sich noch keine taxonomischen Rückschlüsse ziehen.

## Nutzung

### Nahrungsmittel

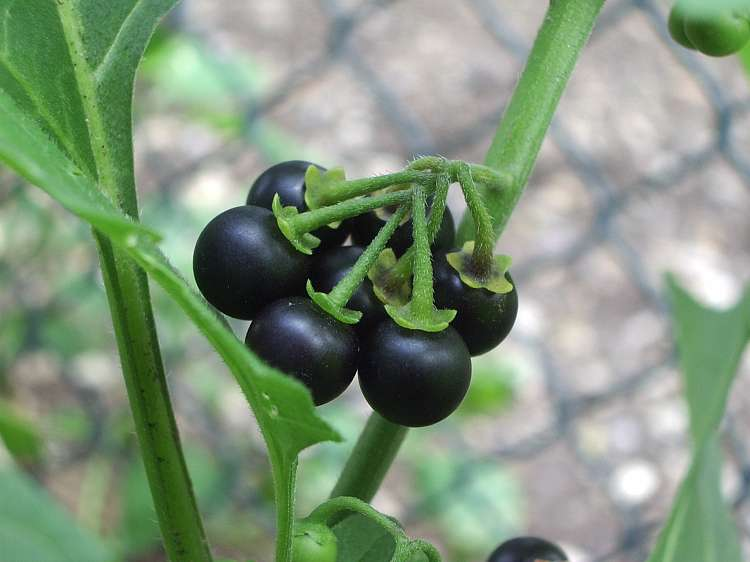
Die reifen, schwarzen Früchte werden oft gegessen.

Obwohl eine Vielzahl von Berichten über Vergiftungen durch den Genuss von Pflanzenteilen des Schwarzen Nachtschattens bekannt sind, gibt es ebenso eine hohe Anzahl von Belegen über die Verwendung als Nahrung. Zum einen finden die Blätter Verwendung als Spinat-ähnliches Gemüse, andererseits werden die reifen Beeren als Obst gegessen. Oftmals wird berichtet, dass die Blätter gekocht werden, wobei das Kochwasser mehrmals gewechselt oder mit Milch ausgetauscht wird, um mögliche Vergiftungen zu verhindern. Eine Zubereitungsvariante aus Malawi beinhaltet die Zugabe von pflanzlicher Pottasche oder Natriumcarbonat, Erdnussbutter und Salz. Einem kenianischen Volksglauben zufolge haben Neugeborene, deren Mütter während der Schwangerschaft gekochte Nachtschatten-Blätter gegessen haben, besonders dunkle Augen und glatte Haut.
Die reifen Früchte werden vor allem in Teilen Afrikas, aber auch in Nordamerika, Indien und China, Russland und Kasachstan gegessen. In Nordamerika bezeichnet man die Früchte auch als „Wonderberry“ und kocht aus ihnen Konfitüre.

### Heilkunde
Medizinische Anwendungen des auch kurz Nachtschatten genannten Schwarzen Nachtschattens sind aus vielen Kulturen bekannt.
Das während der Blütezeit gesammelte und getrocknete Kraut wird in der Volksheilkunde als Medizin gegen Magen- und Blasenkrämpfe und Keuchhusten eingesetzt, eine äußerliche Anwendung wird bei Ekzemen, nässenden Flechten, Juckreiz, Hämorrhoiden, Schrunden, Prellungen und Abszessen empfohlen.
Laut afrikanischer Volksmedizin sollen Kinder, die schwarzen Nachtschatten als Gemüse essen, von Krankheiten wie Marasmus und Kwashiorkor verschont bleiben.

### Giftpflanze
Durch das Vorkommen von Solanin und anderen Alkaloiden, vor allem in den unreifen Früchten, werden immer wieder Vergiftungen beschrieben. Bei Kleinkindern ist zum Teil auch der eigentlich geringe Solaningehalt reifer Früchte ausreichend, um Vergiftungserscheinungen hervorzurufen. Die Symptome können dabei Erbrechen, Durchfall, Atembeschwerden, erhöhte Herzfrequenz und Nierenreizung sein. Zudem treten Angstzustände, Krämpfe und Lähmungen auf, ebenso ein Ansteigen der Körpertemperatur mit anschließendem Abfallen unter den Normalwert. Bei starken Vergiftungen tritt der Tod durch Lähmung des zentralen Atemsystems ein.
Da zum Teil Hühner nach dem Fressen von giftigen, unreifen Beeren verenden, hat sich für die Art auch der Name Hühnertod eingebürgert. Vergiftungen von Weidetieren können zum Teil auch auf den hohen Nitratgehalt der Pflanzen zurückgeführt werden. Ist dies der Fall, schmeckt die Milch betroffener Tiere bitter.
In Deutschland verbietet die Kosmetik-Verordnung die Verwendung von Solanum nigrum und seinen Zubereitungen aufgrund der Giftigkeit für die Herstellung und Behandlung von kosmetischen Stoffen. 

## Etymologie
Der Name Nachtschatten (althochdeutsch nahtscato, mittelhochdeutsch nahtschade bzw. nahtschate), der heute als Gattungsname der Solanum-Arten benutzt wird, bezeichnete ursprünglich vor allem die im Lateinischen früher als Solanum solatrum, solatrum und strignus sowie Strignum und Strigum bezeichnete Art Schwarzer Nachtschatten (daneben auch den Bittersüßen Nachtschatten, Solanum dulcamara) und findet sich in älteren Texten auch in der Form Nachtschatt. Die Namensherkunft ist ungewiss, kann einerseits auf die schwarzen Beeren der Pflanze, andererseits auf die Wirkung der Pflanze (Schatten in der Bedeutung Schaden) zurückgeführt werden.
Umdeutungen des Begriffes Nachtschatten werden oftmals als weitere, lokal verwendete Namen gebraucht, so unter anderem Nachtschaat, Nachtigaal und Tag- und Nachtkraut. Aus der Form und Farbe der Beeren leiten sich die Namen Krällekesdreck, Tintenbeer, Tenteknerzcher und Schwartebobbelkrut ab, aus der Giftigkeit die Namen Giftblome, Giftkraut, Giftbeer, Teufelskraut, Düvelskiesche, Deiwelskersche, Teufelsdreck, Teufelskrall, Juddekersch, Katzenbeere, Saukraut, Sautod, Hühnertod, Schitbeeren, Scheißkraut und viele andere. Die Bezeichnung Morellenkraut ist eine Entlehnung aus dem französischen morelle. Weiterhin werden auch die Bezeichnungen Alpkraut, wilde Kartoffel, Poschitschkebeere und Barbenkraut als Bezeichnungen für den Schwarzen Nachtschatten aufgeführt.